# Équipe du Honduras de football à la Copa América 2001
L'équipe du Honduras de football participe à sa 1re Copa América lors de l'édition 2001, qui se tient en Colombie du 11 juillet 2001 au 29 juillet 2001. Elle se rend à la compétition sur invitation.
Les Honduriens terminent deuxièmes du groupe C puis ils battent le Brésil en quart de finale. Ils perdent contre le pays-hôte en demi-finale et obtiennent la médaille de bronze grâce à une victoire contre l'Uruguay lors du match pour la 3e place.
À titre individuel, le milieu de terrain Amado Guevara est sacré meilleur joueur de la compétition.

## Résultat

### Premier tour
| Classement final |            |     |   |   |   |   |    |    |      |
|                  | Équipe     | Pts | J | G | N | P | BP | BC | Diff |
| 1                | Costa Rica | 7   | 3 | 2 | 1 | 0 | 6  | 1  | +5   |
| 2                | Honduras   | 6   | 3 | 2 | 0 | 1 | 3  | 1  | +2   |
| 3                | Uruguay    | 4   | 3 | 1 | 1 | 1 | 2  | 2  | 0    |
| 4                | Bolivie    | 0   | 3 | 0 | 0 | 3 | 0  | 7  | -7   |

| 13 juillet | Uruguay    | 1 | 0 | Bolivie    |
| 13 juillet | Costa Rica | 1 | 0 | Honduras   |
| 16 juillet | Uruguay    | 1 | 1 | Costa Rica |
| 16 juillet | Honduras   | 2 | 0 | Bolivie    |
| 19 juillet | Costa Rica | 4 | 0 | Bolivie    |
| 19 juillet | Honduras   | 1 | 0 | Uruguay    |

| 13 juillet 2001 | Costa Rica   | 1 – 0   | Honduras | Stade Atanasio-Girardot (Medellín)                    |                                                       |
| 20 h 15         | Wanchope 63e | (0 - 0) |          | Spectateurs : 35 000 Arbitrage : Mario Sánchez Yantén | Spectateurs : 35 000 Arbitrage : Mario Sánchez Yantén |

| 16 juillet 2001 | Honduras         | 2 – 0   | Bolivie                 | Stade Atanasio-Girardot (Medellín)                |                                                   |
| 20 h 15         | Guevara 53e, 68e | (0 - 0) | Sandy 73e · Coimbra 81e | Spectateurs : 25 000 Arbitrage : John Toro Rendón | Spectateurs : 25 000 Arbitrage : John Toro Rendón |

| 19 juillet 2001 | Honduras    | 1 – 0   | Uruguay                 | Stade Atanasio-Girardot (Medellín)               |                                                  |
| 20 h 15         | Guevara 86e | (0 - 0) | Bizera 52e · Eguren 80e | Spectateurs : 35 000 Arbitrage : Rogger Zambrano | Spectateurs : 35 000 Arbitrage : Rogger Zambrano |

### Quart de finale
| 23 juillet 2001 | Honduras | 2 – 0   | Brésil | Stade Palogrande (Manizales)                   |                                                |
| 17 h 30         | Belletti 57e (csc) · Martínez 90e | (0 - 0) | | Spectateurs : 30 000 Arbitrage : Ubaldo Aquino | Spectateurs : 30 000 Arbitrage : Ubaldo Aquino |
| 17 h 30         | Valladares - Medina, Cárcamo ( 82e), Caballero, Pérez - García, Bernárdez, Turcios ( 68e Rodríguez), Guevara - León ( 88e Izaguirre), Martínez | Équipes | Marcos - Juan, Cris, Júnior, Belletti - Eduardo Costa ( 65e Jardel), Emerson ( 82e), Luisão ( 46e Juninho Pernambucano), Alex ( 46e Juninho Paulista) - Denílson, Guilherme | Spectateurs : 30 000 Arbitrage : Ubaldo Aquino | Spectateurs : 30 000 Arbitrage : Ubaldo Aquino |

### Demi-finale
| 26 juillet 2001 | Colombie | 2 – 0   | Honduras | Stade Palogrande (Manizales)                          |                                                       |
| 19 h 45         | Bedoya 6e · Aristizábal 63e | (1 - 0) | | Spectateurs : 40 000 Arbitrage : Mario Sánchez Yantén | Spectateurs : 40 000 Arbitrage : Mario Sánchez Yantén |
| 19 h 45         | O. Córdoba - López, I. Córdoba, Yepes, Bedoya - Ramírez, Grisales, Vargas, Hernández - Aristizábal ( 72e Arriaga), Murillo ( 90e Restrepo) | Équipes | Valladares - Medina, Guity, Caballero, Pérez - García ( 60e Pineda), Bernárdez, Turcios ( 67e Rodríguez), Guevara - León, Martínez ( 73e Brown) | Spectateurs : 40 000 Arbitrage : Mario Sánchez Yantén | Spectateurs : 40 000 Arbitrage : Mario Sánchez Yantén |

### Petite finale
| 28 juillet 2001 | Honduras | 2 – 2 a.p.        | Uruguay | El Campín (Bogota)                                |                                                   |
| 14 h 00         | S. Martínez 14e · Izaguirre 42e | (2 - 2)           | Bizera 22e · A. Martínez 45e | Spectateurs : 47 000 Arbitrage : Gilberto Hidalgo | Spectateurs : 47 000 Arbitrage : Gilberto Hidalgo |
| 14 h 00         | · Pineda · S. Martínez · García · Medina · Izaguirre | Tirs au but 5 - 4 | · Sorondo · Gutiérrez · Rodríguez · Lemos · Olivera ·                                                                                               | Spectateurs : 47 000 Arbitrage : Gilberto Hidalgo | Spectateurs : 47 000 Arbitrage : Gilberto Hidalgo |
| 14 h 00         | Enamorado - Izaguirre, Morales ( 81e Medina), Caballero, Pérez - García ( 60e Pineda), Bernárdez, Turcios ( 64e Rodríguez), Guevara ( 90e Philips) - Pineda, S. Martínez | Équipes           | Berbia - Díaz, Gutiérrez, Sorondo, Bizera - Dadomo ( 84e Lima), Pérez, A. Martínez ( 66e Rodríguez), Lemos - Estoyanoff, Guglielmone ( 57e Olivera) | Spectateurs : 47 000 Arbitrage : Gilberto Hidalgo | Spectateurs : 47 000 Arbitrage : Gilberto Hidalgo |

## Navigation